# Jeanne Lamon
Jeanne Lamon (Nueva York, 14 de agosto de 1949-Victoria, 20 de junio de 2021) fue una violinista y directora de orquesta canadoestadounidense.

## Biografía
Lamon, nacida y formada en la ciudad de Nueva York, comenzó a estudiar el violín a los siete años. Estudió violín en el Conservatorio Superior de Música de Westchester con Editha Braham y Gabriel Banat. Más tarde, asistió en la Universidad Brandeis de Boston, donde obtuvo el título de Bachelor of Music estudiando violín con Robert Koff, el segundo violinista original del Juilliard Quartet. Desde la Universidad de Brandeis, Lamon dejó los Estados Unidos para estudiar en los Países Bajos con Herman Krebbers, por aquel entonces director de la Concertgebouw Orchestra de Amsterdam.
Volvió a América a mediados de los setenta para empezar su carrera como especialista en barroco. Lamon ocupío el cargo de concertista y actuó en solitario con numerosos conjuntos y orquestas de prestigio en los Estados Unidos y se convirtió en 1974 en la primera violinista que ganó el prestigioso premio Erwin Bodky a la excelencia en la interpretación de música antigua.
A finales de los años setenta, mientras impartía clases en el Departamento de Música Antigua del "Smith College de Massachusetts", Lamon hizo dos apariciones como invitada en Canadá con la Tafelmusik Baroque Orchestra, que resultó en una invitación en 1981 que le ofreció el cargo de directora musical. Lamon residió en Toronto desde 1981 y se convirtió en ciudadana canadiense en 1988.
Bajo su liderazgo, Tafelmusik consiguió fama internacional y es considerado uno de los mejores conjuntos en su campo con grabaciones para diversos sellos, incluidos Philips, Nonesuch, CBC Records, Sony Classical y Analekta. Entre su grabaciones en solitario se incluyen Les cuatro estaciones de Vivaldi, los Conciertos de Brandenburg de Bach ganadores del premio Juno y los Conciertos para violín de Bach, entre otros.
Lamon impartía clases en la Universidad de Toronto y en el "Royal Conservatory of Music" de Toronto. Recibió un doctor honoris causa en letras para la Universidad de York en 1994. En 1996 se convirtió en la primera galardonada con el premio Muriel Sherrin que otorga la "Toronto Arts Council Foundation" a artistas y creadores que han destacado en iniciativas internacionales en los campos de la música o baile. En 1997, "la Aliança Française" de Toronto otorgó en Lamon el recientmente creado "Prix Alliance" para sus contribuciones en los intercambios culturales y en los lazos artísticos entre Canadá y Francia. En septiembre de 1997, Lamon recibió el premio Joan Chalmers a la creatividad y la excelencia en las artes para su dirección artística de Tafelmusik.
En marzo de 1999, el Consejo de los Artes de Canadá le otorgaron el premio Molson de las artes de 1998, que reconoció su contribución destacada en la vida cultural y intelectual del Canadá. Más recientemente, Lamon fue nombrada miembro de la Orden de Canadá el 13 de julio de 2000 en Ottawa. Este premio le honra por su distinguido trabajo como violinista barroca, concertista, músico de cámara , profesora y directora musical de Tafelmusik. En 2014 fue nombrada miembro de la Orden de Ontario.
En octubre de 2012, Lamon anunció que después de 33 años dirigiendo Tafelmusik, dejaba de ser directora de música a tiempo completo después de una carrera de grabación, interpretación y gira.